# (992) Swasey
(992) Swasey es un asteroide que forma parte del cinturón de asteroides y fue descubierto por Otto Struve desde el Observatorio Yerkes de Williams Bay, Estados Unidos, el 14 de noviembre de 1922.

## Designación y nombre
Swasey fue designado inicialmente como 1922 ND.
Más adelante se nombró en honor del ingeniero estadounidense Ambrose Swasey (1846-1937).

## Características orbitales
Swasey orbita a una distancia media del Sol de 3,028 ua, pudiendo acercarse hasta 2,771 ua y alejarse hasta 3,285 ua. Su inclinación orbital es 10,84° y la excentricidad 0,08488. Emplea en completar una órbita alrededor del Sol 1924 días.